# Paywall
Paywall – metoda monetyzacji treści internetowych polegająca na pobieraniu opłat za dostęp. Opłata może być jednorazowa lub być czasową subskrypcją, a w przypadku action paywalli może przyjąć formę niematerialną.

## Rodzaje

### Meter paywall
Idea polega na mierzeniu, ile razy dany użytkownik odwiedza serwis. Po wyczerpaniu darmowej liczby wizyt, uruchamia się bramka treści, wymagająca uiszczenia opłaty. Wadą paywalli typu „meter” jest łatwość oszukania systemu przez świadomego użytkownika poprzez wykorzystanie trybu incognito w przeglądarce, a także za sprawą coraz powszechniejszego domyślnego blokowania plików typu cookies przez przeglądarki internetowe. Wariantem paywalla typu „meter” jest typ „dynamic”, który decyduje o momencie wymuszenia płatności na podstawie zachowania konkretnego użytkownika (szacując, na ile jest on zdeterminowany, żeby zaakceptować płatność).

### Freemium paywall
Idea polega na podziale treści serwisu na darmowe i płatne. Czytelnicy mają swobodny dostęp do artykułów „freemium”, ale muszą zapłacić za dostęp do tekstów „premium”.

### Hard paywall
Paywall typu „hard” zawsze wymaga płatności, aby otworzyć dostęp do treści serwisu. Idea ta znajduje zastosowanie głównie w przypadku uznanych portali o treściach wyjątkowo specjalistycznych, np. medyczne, biznesowe, geopolityczne.

### Action paywall
Alternatywne typy paywalli, gdzie opłata ma charakter niematerialny i zamiast transferu pieniężnego wymagane jest podjęcie określonej reakcji przez odbiorcę, np. zalogowanie się lub zapisanie do newslettera, odpowiedź na pytanie (patrz questvertising), udział w ankiecie (patrz surveywall), ocena przedstawionego na obrazku produktu lub logotypu itp.

## Odbiór społeczny
Pieniężne paywalle przyjęły się w różnych stopniu w poszczególnych częściach świata. Największą akceptację uzyskały w bogatych społeczeństwach Skandynawii, gdzie w 2017 roku płatną subskrypcję w chwili badania miało 15% osób. Jednocześnie w pozostałej części Europy, w tym w Polsce, ilość ta oscylowała wokół 4%.
Wprowadzenie modelu subskrypcyjnego powoduje też zauważalną konsolidację rynku i jest zagrożeniem dla mniejszych, niezależnych wydawnictw internetowych z uwagi na obserwowany mechanizm „zwycięzca bierze wszystko”. Przeciętny użytkownik korzysta tylko z jednej, maksymalnie z dwóch subskrypcji do portali informacyjnych – jednego portalu ogólnokrajowego i ewentualnie drugiego lokalnego. Stąd liczba wydawnictw, które mogą się utrzymać z modelu subskrypcyjnego w jednym kraju jest zwykle bardzo ograniczona.

## Kontrowersje
Wkroczenie na rynek paywalli (z wyjątkiem action paywalli nie wymagających płacenia) spowodowało kontrowersje natury etycznej. Rolą mediów jest informowanie społeczeństwa, czyli funkcja kontrolna względem aparatu władzy. W sytuacji, kiedy dostęp do informacji ma tylko kilka procent ludzi, którzy wykupili subskrypcje, proces informowania społeczeństwa ulega zaburzeniu, co w przyszłości może doprowadzić nawet do zagrożenia procesu demokratycznego. Dyskusja wokół znaczenia płatnych paywalli dla kondycji społeczeństwa informacyjnego przybrała na sile w wyniku epidemii koronawirusa w 2020 roku i obawom, czy dostęp do wartościowych informacji nie został nazbyt ograniczony na korzyść treści darmowych, ale za to skoncentrowanych na większej klikalności poprzez publikowanie kontrowersyjnych, sensacyjnie brzmiących materiałów.